# 제주 도순리 녹나무 자생지
도순리 녹나무 자생지 군락은 대한민국의 천연기념물이다.
- 도순리 녹나무 자생지 군락 보관됨 2007-09-29 - 웨이백 머신 - 남북의 천연기념물
- 도순리 녹나무 자생지 군락 - 문화재청